# Instituto Noruego de Cinematografía

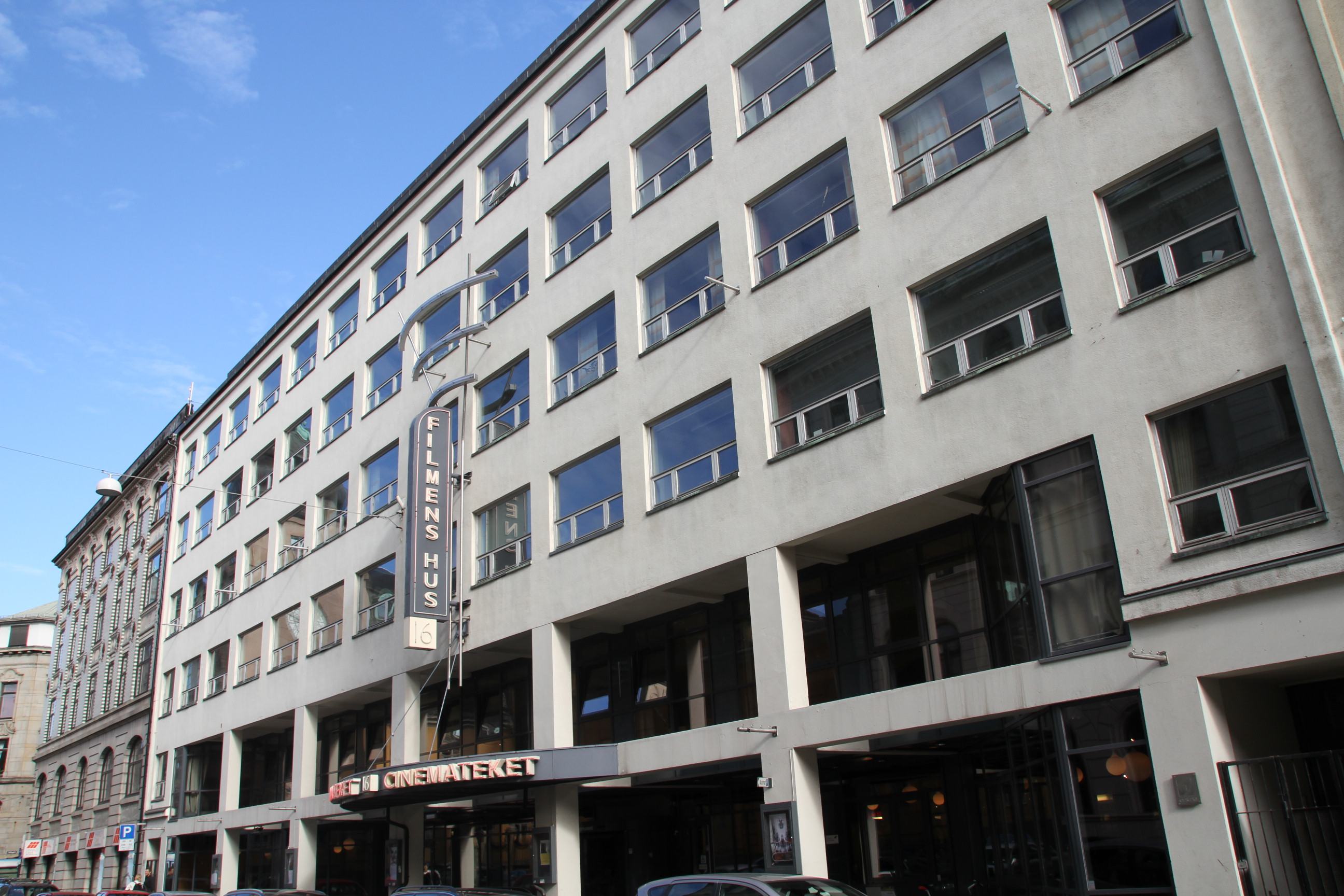
Sede en Oslo del NFI

El Instituto Noruego de Cinematografía (Norsk Filminstitutt en noruego) es una compañía cinematográfica noruega con sede en Oslo y fundada en 1955 para fomentar la producción de películas. El 1 de abril de 2008 se fusionó con la Fundación Noruega Cinematográfica y la Comisión de Desarrollo Cinematográfico formándose así el nuevo Instituto de Cine gestionado por el Ministerio de Cultura.
También abreviado como NFI por sus siglas en noruego, es miembro de la FIAF, EFA.